# Linea di condotta (informatica)
Con il termine linea (o codice) di condotta si va a identificare tutte quelle regole che possono essere stabilite su un Server per fare in modo che tutte le workstation collegate vengano "controllate" nello stesso modo e per fare in modo che su di esse siano presenti le stesse caratteristiche. 

## Nellapolicydell'amministratore
Ogni buon amministratore di sistema dovrebbe utilizzare le linee di condotta, per garantire l'applicazione della sua policy. 
In una comunità Internet, una policy è un repertorio di limiti che sono stabiliti attraverso un processo decisionale collettivo.

## Differenze dall'ambito giuridico
I codici di condotta operano anche come indirizzo alla utenza del web: "segno di autoregolamentazione è la guida Netiquette, sviluppata
da Arlene Rinaldi della Florida Atlantic University, che suggerisce delle regole comportamentali atte a disciplinare l'uso corretto e responsabile della rete e delle sue risorse".
Si tratta di un utilizzo che rientra nella più generale soft law con cui i codici di condotta operano in ambito giuridico. Nel caso in cui siano invece incorporati in regolamenti, sono l'ultimo livello della gerarchia delle fonti del diritto, legate al rispetto del dettato costituzionale e delle leggi vigenti.